# Cats and Dogs
Cats and Dogs es el cuarto álbum de estudio de Royal Trux. Fue lanzado el 21 de junio de 1993 por Drag City.

## Lista de canciones
Todas las canciones escritas y compuestas por Neil Hagerty and Jennifer Herrema. 
| N.º | Título                                             | Duración |  |
| 1.  | «Teeth»                                            | 5:04     |  |
| 2.  | «The Flag»                                         | 2:23     |  |
| 3.  | «Friends»                                          | 2:37     |  |
| 4.  | «The Spectre»                                      | 2:07     |  |
| 5.  | «Skywood Greenback Mantra»                         | 3:10     |  |
| 6.  | «Turn of the Century»                              | 7:04     |  |
| 7.  | «Up the Sleeve»                                    | 4:26     |  |
| 8.  | «Hot and Cold Skulls»                              | 2:33     |  |
| 9.  | «Tight Pants»                                      | 2:29     |  |
| 10. | «Let's Get Lost»                                   | 3:01     |  |
| 11. | «Driving in That Car (With the Eagle on the Hood)» | 6:50     |  |